# Eured
Eured fou un comte visigot de Bàrcino. Fou present en el VII Concili del 653. Es va posar al costat de Flavius Paulus durant la Revolta de Paulus, i fou derrotat per Vamba el 673.